# Carl Henric Strandberg
Carl Henric Strandberg, född 18 mars 1780 i Pojo, Nyland, död 25 april 1865 i Karis, var en finländsk präst och författare.
Strandberg blev filosofie magister 1802 och prästvigdes 1805. Han tjänstgjorde i olika befattningar till 1824, då han blev kyrkoherde i Loppis i södra Tavastland. År 1835 utnämndes han till kyrkoherde i Karis i Nyland. Han erhöll 1857 teologie doktorsvärdighet. Hans betydelse består i utgivandet av Åbo stifts herdaminne (1832–34). Arbetet omfattar tiden från reformationen och är försett med rikliga biografiska upplysningar. Tiden till 1640 har senare bearbetats och kompletterats av Gabriel Leinberg.